# Webb (Mississipi)
Webb és una població dels Estats Units a l'estat de Mississipi. Segons el cens del 2000 tenia 587 habitants.

## Demografia
Segons el cens del 2000, Webb tenia 587 habitants, 225 habitatges, i 135 famílies. La densitat de població era de 527,1 habitants per km².
Dels 225 habitatges en un 26,2% hi vivien nens de menys de 18 anys, en un 33,3% hi vivien parelles casades, en un 20,9% dones solteres, i en un 40% no eren unitats familiars. En el 35,6% dels habitatges hi vivien persones soles el 14,7% de les quals corresponia a persones de 65 anys o més que vivien soles. El nombre mitjà de persones vivint en cada habitatge era de 2,61 i el nombre mitjà de persones que vivien en cada família era de 3,47.
Per edats la població es repartia de la següent manera: un 26,1% tenia menys de 18 anys, un 12,9% entre 18 i 24, un 26,4% entre 25 i 44, un 18,6% de 45 a 60 i un 16% 65 anys o més.
L'edat mediana era de 35 anys. Per cada 100 dones de 18 o més anys hi havia 96,4 homes.
La renda mediana per habitatge era de 25.000 $ i la renda mediana per família de 29.063 $. Els homes tenien una renda mediana de 26.500 $ mentre que les dones 23.125 $. La renda per capita de la població era de 12.272 $. Entorn del 16,2% de les famílies i el 26,6% de la població estaven per davall del llindar de pobresa.

## Poblacions més properes
El següent diagrama mostra les poblacions més properes.